# Баженовка (Самарская область)
Баженовка — село в Борском районе Самарской области России. Входит в состав сельского поселения Заплавное.

## История
Нельзя, конечно, предполагать, чтобы население данной деревни составляло сплошную, однородную массу изъ одной какой-либо губернии или уезда, наоборот: к первым переселенцам, тамбовцам, постепенно в течение 10 или 20 последующих лет присоединялись поселенцы из 5 и более губерний. Первоначальные поселки состояли из 5—10 дворов, или лучше — они представляли собой небольшие хутора, которые в течение 20—25-летия разрастались иногда в громадное селение, состоящее из 100 и более домов (Пример — деревня Баженовка — авт.). Большинство вновь основанных селений Бузулукского уезда получили свое название от имени первых садчиков, память которых свято чтится местным населением. Просматривая список всех селений уезда, мы видим, что почти 2/3 из них носят собственное имя садчиков.

### XIX век

#### Материал из Оренбургского областного архива (ООА)
Фонд 6, Опись 5, Дело № 10436.
Деревня Баженовка (иногда пишет Бажановка) Бузулукского уезда Съезженской волости.
Рапорт «Комиссии о разборе и водворении переселенцев по Бузулукскому уезду от 09.08.1833 г. д. Троицкая, Оренбургскому военному губернатору».
В ней оказалось:
1. Однодворцы Тамбовской губернии и уезда, села Лысых Гор Красногорской слободы при поверенном Ефиме Рязанове в 25 душах. Тамбовский земский суд выдал им в 1828 г. свидетельство о следовании в Томскую губернию, но по расстроенному состоянию и изнеможению в пути остановились в Бузулукском уезде и поселились в д. Баженовке.
2. Однодворцы Тамбовской губернии и уезда Красногорской слободы Тимофей Усков и Филипп Романцев в 3 душах прибыли в Бузулукский уезд в 1831 г.
3. Илья Пудовкин в 4-х душах был в партии поверенного Каменева в д. Патровке. Они поселились здесь и обзавелись уже домами.
4. Однодворцы Тамбовской губернии села Лысые Горы Евдоким Смагин в 3 душах, Беломестной слободы Михаил Чулков в 5 душах. Ехали в Омскую область в числе 119 душах. Не смогли туда следовать по расстроенному хозяйству. В 1831 г. устроились здесь, уже обзавелись хозяйством.
5. Однодворец Фёдор Баженов в 2 душах. Значится переселенцем с начала 1831 г. по д. Патровке в партии поверенного Каменева, но проживал в д. Баженовке, обзавёлся там домом.

Комиссия считает возможным оставить всех переселенцев и наделить их землёй.
Д. Баженовка входило в Благодаровское сельское общество.(ЦГАСО. Ф.32.Оп.14. Д.6.)

#### Клировые ведомости за 1837 год.
К Благовещенской церкви Гвардейской слободы. Л.51 об., приписаны, в деревне Баженовке: отставных солдат — 1 муж. п., однодворческих дворов — 12, число душ муж. п. — 142; жен. п. — 127.
Клировые ведомости. Приписаны к Космо-Дамианской церкви с. Усманка. В деревне Баженовке: государственных крестьян: дворов — 26; муж. пола — 152, женск. пола — 140.
В 1838 году из Пензенской губернии, Городищенского уезда — в д. Баженовка были подселены пять семей: в том числе Роман Рубцов, Кузьма Кузнецов, Терентий Тиньгаев и Иван Плугарев.
Д. Баженовка увеличилась на пять дворов, стало 30 дворов. Произвели передел земель. Земельные наделы стали меньше.
Согласно ревизским сказкам от августа 28 числа 1850 года в д. Баженовка было: всего же наличных мужского пола — 217 душ, всего же наличных женского пола — 246 душ. Всего: 30 семей. Иван Баженов руку приложил.

#### Клировые ведомости за 1858 год
Приписаны к Космо-Дамианской церкви с. Усманка, в деревне Баженовка:
государственных крестьян: дворов — 39; муж. пола — 195, женск. пола — 180. Военных: дворов — 1. В 1859 году, в связи с новыми подселениями, в д. Баженовка стало:
44 двора, женщины 263, мужчины 224, обоего пола — 487 человек.
Согласно ревизским сказкам от февраля 22 дня 1858 года в д. Баженовка было: всего же наличных мужского пола — 222 душ, всего же наличных женского пола — 258 душ.
Выписаны: 1. Нилъ Павлов Пудовкин — перечислены в Покровскую область, с. Утевка здешнего уезда.
2. Степан Савельев Колодин — куп. гильдию; Самарской палаты гос. имущ. от 8 октября 1857 г. за № 20868.
Крестьян государственных в 1860 году составилось — 222 души муж. п.
К ним причисленно в 1860 году: По предписанию бывшей Самарской палаты Госуд. Имуществ от 7 ноября 1860 года за № 27585, последовавшему с отношения Самарской Казенной Палаты от 15 октября 1860 года за № 7885.
САВЕЛИЙ СЕМЕНОВ, с начала 1860 года — в 1 душе. Исключений в 1860 году не было.
Затем к 1861 году в д. Баженовка составилось 223 души муж. п.
В 1861 году причислено:
По предписанию бывшей Самарской Палаты Госуд. Имуществ от 14 августа 1861 года за № 18 583, последовавшему с отношения Самарской Казенной палаты от 9 июня того же года за № 4258,
ГРИГОРИЙ ФЕДОРОВ с начала 1861 года в — 4 души.
Исключения в 1861 года не было.
Затем в 1862 году составилось 227 душ муж.п. В 1862 и 1863 годах перемен не было.
В 1864 году состав д. Баженовка не изменился все так же: 44 двора, женщин 263, мужчин 227, обоего пола 490 человек.
В 1864 году причислений не было.
Исключено в 1864 году:
По предписанию бывшей Самарской Палаты Госуд. Имуществ от 5 июня 1864 года за № 13 060 последовавшему с отношения Самарской Казенной Палаты от 12 мая того же года за № 4281.
ТИХОН КУЗНЕЦОВ с начала 1864 года в — 2 души.
Затем в 1865 году (население) составилось 225 душ муж. пола.
Д. Баженовка. В 1865, 1866 и 1867 годах перемен не было.
Жители д. Баженовка, не имея своей церкви, были приписаны в приход церкви с. Перовка, где в 1866 году была построена деревянная церковь с колокольней. Престол в ней имелся в честь Архистратига Божьего Михаила, освященный 24 февраля 1869 года. Причт состоял из священника, дьячка. Пономаря. Священником с 5 августа 1894 года был Генерозов Георгий Иванович.
В деревне Баженовка, в 1866 году, был отрезан казенный участок в 1200 десятин, который крестьяне держали в первый срок по 12 копеек за десятину, во второй срок по 60 копеек, на нем тогда больше и сеяли, а на своей земле по выбору. Многие из хозяев оставляли свои загоны в залежи, ограничиваясь на это время посевом на арендных землях.
Затем в 1868 году (население) составилось — 225 душ муж. пола. В деревне Баженовке, лиц, которые состояли бы на временной от платежа податей льгот, не имеется. (Ф. 150. Оп. 3. Д. 55. Книга учёта податей и государственных повинностей государственных крестьян по Бузулукскому уезду. 1866 год.).

#### Клировая ведомость в д. Баженовка 1871 год
Казенных крестьян домов или дворов — 60; мужского п. — 239 , женского п. — 284, обоего п. — 523. Военных: домов — 0. Мужского п. — 14, женского п. — 18, обоего п. — 32. Итого: Мужского п. — 253, женского п. — 302, обоего п. — 555.
Декабрь 23 дня 1871 года. Священник Александр Архангельский.
1885 г. В д. Баженовка работников было — 282 трудоспособных человека. Земли — 1158,3 десятины на общину. 8,7 десятины на ревизскую душу.
В 1889 году состав д. Баженовка пополнился:
Количество дворов — 58. Женщин 456, мужчин 225, обоего пола 681 человек. Построены 2 ветряные мельницы.
Михаил Алексеевич Рубцов служил в армии в чине рядового 7-го линейного Кавказского батальона. Закончилась война с Турцией и Михаил Алексеевич вернулся домой в д. Баженовка. Отпускной, состоящий в отпуску от военной службы, но без срока, а впредь до призыва; срочных называют билетными. Одна беда, таких билетных солдат землей не наделяли. Билетных солдат в д. Баженовка, в то время, было 9 человек, это не так мало для деревни. Понятно, они искали выход из создавшейся ситуации.
В 1879 году, октябрь 3, запись 11. Михаил Рубцов взял в жены Смагину Евдокию Ивановну. В качестве доверенного лица жителей д. Покровка (Баженовка — авт.) (Усманской волости, Бузулукского уезда — авт.) Самарской губернии, уехали с женой для выбора места поселения на новые земли «на удачу». В 1892 году на карте появился г. Рубцовск.

#### Голод 1890-х гг.
В 1891—1892 годы — весь юг России охватила небывалая по своим масштабам и незабываемая по последствиям засуха. Вслед за ней шел голод и тиф, к которым ещё присоединилась занесенная из Азии холера. 1891 год — особенно неурожайный год. В 17-ти плодороднейших губерниях Европейской России, всегда бывших житницей не только России, но отчасти и Западной Европы, случился в 1891 году сильнейший неурожай. Широкая помощь со стороны Правительства и частной благотворительности спасли население пораженных неурожаем губерний от ужасов голода. Смертей от голода не было, но цинга во многих местах свирепствовала. Генерал Анненков выступил тогда с предложением организовать общественные работы, в основу которых он положил идею, нашедшую многочисленных сторонников, что даровая помощь развращает народ, а что надо дать ему возможность общеполезным трудом заработать эту помощь.

### XX век
В 1900 году в д. Баженовка так же было: 58 дворов, женщин 242, мужчин 212, обоего пола 454 человека. Усадьбы и хутора: № 3234 Хутор мещ. Кузьмина. (Список населённых мест Самарской губернии, стр.315).

#### Голод 1911 г.
1911 год — голод. Засуха в уезде. Солнце палило беспощадно, дули горячие ветры. Ни капли дождя. Даже крепкие хозяйства уезда оказались без хлеба. По сей день не побежден окончательно страшный и беспощадный враг земледельца — засуха. Шествие жителей села с хоругвями и иконами по полям, вымаливая у бога дождя для посева и сеноугодья. Бог, однако, оставался равнодушным к горячей молитве хлебороба, к подворью которого уже приближался голод.
В 1912 году в декабре крестьяне д. Баженовка обратились в самарскую духовную консисторию с ходатайством о разрешении им построить в деревне храм с образованием при нём самостоятельного прихода.(Ближайший приходский храм находится в трех верстах, в селе Перовка, и в зимне-весеннее время посещение его становилось неудобным). По указу Духовной консистории от 16 мая 1914 года благочинный священник села Корнеевка Константин Орлов благословил строительство. Закладка храма состоялась 26 мая 1914 года.
1914 год. Первая мировая война. Набат. Призваны были на войну из д. Баженовка: три брата Рязановы: Захар, Ефим (Юшка) и Сергей — Карповичи; сыновья Романцева Ивана Ивановича (Гаранины): Дмитрий и Антон; сын Рязанова Ивана Петровича; Смагин Роман Ефимович, Усков Никифор Матвеевич, Тиньгаев Никифор и т. д.
Церковь вместимостью до 500 человек, освятили 2 ноября 1914 года; грамота имеется. Открытие прихода состоялось в 1915 году. (см. Приложение 5) Имевшая престол в честь Архистратига Божьего Михаила, церковь была застрахована в страховом отделе. Построен дом священника. Церковный староста с 1908 г. Кр-н Рязанов Алексей Иванович. Земская школа открыта в 1911 г. Первая учительница Болдырева Татьяна Михайлова. В школе обучаются девочек и мальчиков до 80 человек.
Д. Баженовка (от фамилии Баженов — желаемый ребёнок). По окончании строительство церкви д. Баженовка получило статус называться селом «от слова селО, осЕло».
С. Баженовка. Баженовские прихожане купили для своей церкви колокол в 104 пуда. Колокол доставлен был в село. Накануне празднества отслужена была всенощная, а поутру ранняя литургия священником Константином Орловым.
С. Баженовка в 1920 г. было:114 дворов, жителей обоего пола 860 человек. Это был пик роста жителей села, именно в этот год было жителей столько, сколько не было ни до, ни после этих лет.
С. Баженовка.

#### Голод 1921—1922 г.г.
Данная голодовка уменьшила количество жителей села примерно на 50 %. Житель села Перовки, Усманской волости Чернышев Федор Иванович зафиксировал на страницах книги «Жития святых» это бедственное положение: « 1921 год был в Самарской губернии Бузулукского уезда Великий Голод, который никогда не был от сотворения мира… Умирали люди с голода беспощадно, ежедневно десятки людей. Такого голода, не было никогда во всем земном шаре …».
Международная помощь пришла в Бузулукский уезд. Осенью 1921 года от имени Международного комитета помощи России (МКПР), созданного под эгидой Красного Креста, в России побывал Ф. Нансен, знаменитый норвежский учёный, полярный исследователь. Прибывший 5 декабря 1921 года в Бузулук из Самары с инспекцией детских учреждений Нансен был поражён масштабами голода, охватившего Самарскую губернию. Организация АРА, американские сотрудники, отнеслись с рвением к своей работе, стремились сделать все, что от них зависит, и оказать помощь всем нуждающимся в ней.
Местные комитеты АРА избирались из числа жителей в тех селах, где открывались столовые, и работали на общественных началах. В обязанности комитетов входили прием, транспортировка, хранение и выдача продуктов, организация работы столовой, а также составление списков детей, а впоследствии и взрослых, которые будут получать пайки АРА.
1923 год — значительный пожар в селе Баженовка.
С. Баженовка: Состав села 1928 года: 88 дворов, 240 женщин, 205 мужчин, обоего пола 445 человек.
Административная реформа 1928 года (созданный Борский район в составе 39 сельсоветов, объединивших 168 населённых пунктов, вошел в образованную Средне-Волжскую область, с 1930 года — край) совпала с переходом к крупному коллективному хозяйству, определённому 15 съездом коммунистической партии в декабре 1927 года.
```
                                                          
 У С М А Н С К А Я     В О Л О С Т Ь:
```

Баженовская артель: 2 чел. муж. пола; 5 чел. жен. пола. Всего: 7 чел. об. пола
Баженовка: 205 чел. муж. пола; 240 чел. жен. пола. Всего: 445 чел. об. пола.
Приписаны к с. Баженовка:
Ивановская артель: 21 чел. муж. пола; 25 чел. жен. пола. Всего: 46 чел. об. пола
С 1930 года службу в церкви прекратили. С колокольни сняли колокола. Самый большой колокол весил 104 пуда. Все колокола поразбивали. Колотили целую неделю.
В 1930 году началась коллективизация. В селе был организован колхоз «Маяк» (Словарь русского языка С. И. Ожегов — Маяк-башня с сигнальными огнями на берегу моря, на острове для указания пути судам. Советский Союз — путеводный маяк для передового человечества).
Было выделено — 2340 га земли: из них 627 га — пастбищ. Числилось 100 домохозяйств.
1928 — 30 г.г. Работников было 100 чел., Земли 2340 га из них 627 га пашни. 17,1 га на 1 работника.
1931 год. Весна 1931 года, и тут грянула беда на с. Баженовку: коллективизация. Люди были распределены на зажиточных, середняков и бедных и «лишенцев». На основании постановления Баженовского сельского совета о лишении избирательного права исключили 3 марта 1931 года из колхоза имени «Ленина» (с. Перовка): Чернышова Федора Ивановича 1876 года рождения. Четыре брата Баженовых — Дмитрия, Герасима, Федора и Ивана. Ушли на новое переселение два младших брата: Федор и Иван, которым ко времени подъёма хозяйства было 7 и 9 лет. Вместе с мужьями были отправлены их жены, которые были взяты из бедных семей (Ксения и Мария). Баженова (Смагина) Мария Трофимовна, 1909 г. р. — дочь Смагина Трофима. А также Прохор и Емельян Рубцовы, Тиньгаев Никифор Андреевич — родился в 1892 г. Рязанов Кондратий Зиновьевич — родился в 1898 г. Баженов Василий Сергеевич — родился в 1871 г.
В 1932 г. был очередной голод, в котором жители спасались поеданием сусликов.

#### Колхоз «Маяк»
С. Баженовка. 1934 г. был создан Колхоз «Маяк». Было закреплено 2340 га земли, из них 627 — пастбищ. В образованном колхозе сначала числилось более 100 домохозяев. В первые годы было построено: амбаров для хранения зерна, деревянный коровник, саманные конюшни и овчарни, пожарная конюшня и другие помещения. Была также вырыта цилиндрической формы яма с башней для хранения силоса. Колхоз закупил чистопородных баранов — производителей и грузовой автомобиль Газ.
21 января Борский район разукрупнен. В Борском районе осталось 14 сельсоветов, в том числе и Баженовский.
В 1934 году церковь стали использовать под зернохранилище.
1939 г. (За Соц. труд. от 8 марта 1939 г. № 20). Тов. Смагина Анна Ефимовна — председатель колхоза. Председателем колхоза «Маяк», Баженовского сельсовета, на последнем собрании колхозников избрана колхозница тов. Смагина А. Е., ранее работавшая заведующей клубом.

### Война 1941—1945 г.г.
Война прошла через каждую семью села, через каждую человеческую судьбу жителей села Баженовка. Разделила всех колхозников «Маяк» на «фронт» и «тыл».
Мужчин призывного возраста, работоспособных, сразу же стали забирать на фронт. Из села ушли на фронт более 84 человек, а вернулось более 40 человек вмести с приезжими и прикомандированными.
Хочется сказать о трудовых подвигах женщин. В первые дни войны, преодолевая огромные трудности, они заменили своих мужей, отцов и братьев в колхозе. Можно сказать так, «их труд золотыми буквами вписан в героическую летопись истории нашей Родины», но в колхозной летописи нет об этом упоминания. Некоторые фамилии тружениц тыла колхоза «Маяк»: Ускова Е. С., Смагина Т. А., Рубцова А. В., Черникова Д. Е., Смагина Р. Г., Смагина К. Н., Синельникова Дарья, Тиньгаева А. Н., Рязанова Д. С., Кольцова М. С., Смагина М. Р., Левина Е. И., Смагина Стения.
1949 г.
В селе имеется колхоз «Маяк», включающий 78 хозяйств, с населением в 256 ж., школа 4-хлетняя, медпункт и изба читальня.
В 1953 году колхоз «Маяк» был объединен с отстающим колхозом им. Ленина с. Перовка. Перовцы отличались плохой трудовой дисциплиной. Лишь в 1958 году по настойчивому ходатайству баженовцев объединённый колхоз им. Ленина разъединили. «Маяку» при разделе пришлось восстанавливать поголовье скота. Однако полностью восстановиться ему не удалось. В 1958 году он вошёл в состав колхоза «им. Калинина» в селе Алексеевка. Происходил процесс укрупнения колхозов. С. Баженовка, в составе колхоза «им. Калинина» уже числилась, как бригада № 4, «Куба». Колхоз «Маяк» прекратил своё существование.

#### Голод 1946 г.
Весной 1946 года выяснилось, что сельхозналоги и госпоставки, взимаемые с колхозников, фактически повышены в 2 раза. Власть не намерена была ждать осени и нового урожая и требовала немедленной уплаты. Для расчета с государством крестьяне были вынуждены или уменьшать количество насаждений (о чём, в частности, вспоминал Н. С. Хрущев в своих воспоминаниях), или продавать часть выращенной продукции на колхозном рынке. Кроме того государство достаточно жестко ограничивало размеры личных подсобных хозяйств.
В 1946 году Борский райисполком отправил секретарю Куйбышевского облисполкома Мельникову сведение о том, что внешний вид церкви «потерян, большой процент обшивки отлетело от перегнивания гвоздей, фундамент каменный, пришедший в дряблость, истрескивается. Церковная утварь не сохранилась. Исторического и архитектурного значения не имеет».
В 1958 году он вошёл в состав колхоза «им. Калинина» в селе Алексеевка. Происходил процесс укрупнения колхозов.
С. Баженовка в составе колхоза «им. Калинина» уже числилась, как бригада № 4, «Куба». Колхоз «Маяк» прекратил своё существование.
12.07.1960 г. — состоялось объединение Усманского и Алексеевского сельских Советов в Алексеевский сельский совет, в его состав включены села: Алексеевка, Усманка, Перовка, Баженовка, Марьевка.
1960 г. — За время председательства В. И. Иванашко были возведены в Баженовке новые хозяйственные помещения, капитально перестроены школа и клуб, сооружен водопровод к животноводческой ферме. Кроме того, колхозниками было вновь построено 9 деревянных домов и 13 — капитально перестроено. В Баженовке в то время было 214 голов крупного рогатого скота, 1000 голов овец, 38 лошадей. Колхозники держали частный скот по дворам.
12.11.1965 года в связи с Указом от 3 ноября № 685 образуется Усманский с/с в него входят с. Малая Алексеевка, с. Баженовка, с. Усманка, с. Перовка.

### Угасание жизни
19 июня 1968 года Куйбышевский облисполком удовлетворил просьбу Борского райисполкома о сносе полуразрушенного здания недействующей церкви в селе Баженовка. В 1968 году здание разобрали.
Результаты переписи населения в селе Баженовка в январе 1970 г.
Данные переписи — следующие: дворов — 49, жителей — 150 человек.
К концу 1986 года из проживающих когда-то в селе 100 с лишним домохозяев осталось только 12 семей, в основном старики пенсионеры. Пришла разруха и в бригаду № 4 колхоза имени Калинина. Потянулись жители Баженовки кто куда: кто на центральную усадьбу в с. Алексеевку, кто в райцентр, кто в другие районы области.
21. 08. 1991г. — Закрыты: Баженовская начальная школа.
01.01.1998 год — Заплавинский округ. Село Заплавное, с. Алексеевка, с. Баженовка, посёлок Клары Цеткин, с. Мойка.
В 2001 году из Баженовки уехал последний житель — Романцев Н. И.

## География
Село находится в восточной части Самарской области, в степной зоне, к югу от автотрассы М5, на расстоянии примерно 21 километра (по прямой) к юго-западу от села Борского, административного центра района. Абсолютная высота — 94 метра над уровнем моря.
Климат
Климат характеризуется как резко континентальный, с морозной малоснежной зимой и жарким сухим летом. Средняя температура воздуха самого тёплого месяца (июля) — 21 °C; самого холодного (января) — −14 °C. Среднегодовое количество атмосферных осадков составляет 350 мм.
Часовой пояс
Село Баженовка, как и вся Самарская область, находится в часовой зоне МСК+1. Смещение применяемого времени относительно UTC составляет +4:00.

## Население
| 2010 |
| ---- |
| 0    |